# Natação no Campeonato Mundial de Esportes Aquáticos de 2024 - 50 m borboleta masculino

A prova dos 50 metros borboleta masculino da natação no Campeonato Mundial de Esportes Aquáticos de 2024 foi realizada nos dias 11 e 12 de fevereiro de 2024 em Doha, no Catar.

## Formato da competição
A competição consiste em três rodadas: eliminatórias, semifinais e final. Os nadadores com os 16 melhores tempos nas baterias preliminares avançam as semifinais. Já os nadadores com os 8 melhores tempos nas semifinais avançam a final. Desempates (swim-offs) são utilizados conforme necessário para quebrar os empates de avanço a próxima rodada.

## Cronograma
Todos os horários estão na hora local (UTC+3).
| Data            | Hora  | Evento        |
| --------------- | ----- | ------------- |
| 11 de fevereiro | 10:31 | Eliminatórias |
| 11 de fevereiro | 19:23 | Semifinais    |
| 12 de fevereiro | 19:46 | Final         |

## Recordes
Antes desta competição, os recordes mundiais e do campeonato nesta prova eram os seguintes:
| Tipo                  | Atleta         | Tempo  | Local   | Data                |
| --------------------- | -------------- | ------ | ------- | ------------------- |
|                       | Andriy Govorov | 22s 27 | Roma    | 1 de julho de 2018  |
| Recorde do campeonato | Caeleb Dressel | 22s 35 | Gwangju | 22 de julho de 2019 |

## Medalhistas
| Ouro                     | Prata                           | Bronze                     |
| Diogo Ribeiro · Portugal | Michael Andrew · Estados Unidos | Cameron McEvoy · Austrália |

## Resultados

### Eliminatórias
Esses foram os resultados das eliminatórias. A prova foi realizada no dia 11 de fevereiro com início às 10:31.
| Pos. | Bateria | Raia | Nadador                 | Nacionalidade                   | Tempo | Notas            |
| ---- | ------- | ---- | ----------------------- | ------------------------------- | ----- | ---------------- |
| 1    | 5       | 3    | Nyls Korstanje          | Países Baixos                   | 23.02 | Q                |
| 2    | 6       | 4    | Michael Andrew          | Estados Unidos                  | 23.03 | Q                |
| 3    | 7       | 6    | Isaac Cooper            | Austrália                       | 23.15 | Q                |
| 4    | 5       | 4    | Dylan Carter            | Trinidad e Tobago               | 23.16 | Q                |
| 5    | 7       | 4    | Diogo Ribeiro           | Portugal                        | 23.18 | Q                |
| 5    | 7       | 7    | Nicholas Lia            | Noruega                         | 23.18 | Q,               |
| 7    | 5       | 5    | Cameron McEvoy          | Austrália                       | 23.19 | Q                |
| 8    | 5       | 6    | Baek In-chul            | Coreia do Sul                   | 23.34 | Q                |
| 9    | 7       | 5    | Szebasztián Szabó       | Hungria                         | 23.35 | Q                |
| 10   | 6       | 1    | Shaine Casas            | Estados Unidos                  | 23.37 | Q                |
| 10   | 6       | 3    | Mario Molla             | Espanha                         | 23.37 | Q                |
| 12   | 6       | 9    | Nikola Miljenić         | Croácia                         | 23.41 | Q                |
| 13   | 4       | 5    | Chad le Clos            | África do Sul                   | 23.47 | Q                |
| 14   | 7       | 8    | Daniel Gracík           | Chéquia                         | 23.51 | Q                |
| 15   | 4       | 2    | Finlay Knox             | Canadá                          | 23.52 | Q                |
| 16   | 6       | 5    | Simon Bucher            | Áustria                         | 23.53 | DES              |
| 16   | 7       | 2    | Teong Tzen Wei          | Singapura                       | 23.53 | DES              |
| 16   | 7       | 3    | Stergios Bilas          | Grécia                          | 23.53 | DES              |
| 19   | 5       | 7    | Eldor Usmonov           | Uzbequistão                     | 23.54 |                  |
| 20   | 6       | 6    | Cameron Gray            | Nova Zelândia                   | 23.62 |                  |
| 21   | 6       | 2    | Josif Miladinov         | Bulgária                        | 23.63 |                  |
| 21   | 6       | 7    | Andrii Hovorov          | Ucrânia                         | 23.63 |                  |
| 23   | 5       | 8    | Tibor Tistan            | Eslováquia                      | 23.65 | Recorde nacional |
| 24   | 5       | 2    | Jakub Majerski          | Polónia                         | 23.68 |                  |
| 25   | 6       | 8    | Julien Henx             | Luxemburgo                      | 23.77 |                  |
| 26   | 7       | 0    | Shane Ryan              | Irlanda                         | 23.83 |                  |
| 27   | 5       | 0    | Jorge Otaiza            | Venezuela                       | 23.87 |                  |
| 28   | 5       | 1    | Federico Burdisso       | Itália                          | 23.92 |                  |
| 29   | 4       | 0    | Đorđe Matić             | Sérvia                          | 23.97 |                  |
| 30   | 6       | 0    | Jarod Hatch             | Filipinas                       | 24.13 |                  |
| 31   | 5       | 9    | Shinri Shioura          | Japão                           | 24.16 |                  |
| 32   | 4       | 8    | Miloš Milenković        | Montenegro                      | 24.17 | Recorde nacional |
| 33   | 4       | 4    | Nguyễn Hoàng Khang      | Vietname                        | 24.20 |                  |
| 34   | 4       | 3    | Maxim Skazobtsov        | Cazaquistão                     | 24.23 |                  |
| 35   | 4       | 9    | Mehrshad Afghari        | Irão                            | 24.25 |                  |
| 36   | 4       | 7    | Abeiku Jackson          | Gana                            | 24.29 |                  |
| 37   | 4       | 6    | Jaouad Syoud            | Argélia                         | 24.32 |                  |
| 38   | 3       | 3    | Jesse Ssengonzi         | Uganda                          | 24.41 |                  |
| 39   | 3       | 4    | Mohamed Mahmoud         | Catar                           | 24.62 |                  |
| 40   | 7       | 9    | Lamar Taylor            | Bahamas                         | 24.85 |                  |
| 41   | 3       | 5    | Jeancarlo Calderon      | Panamá                          | 24.95 |                  |
| 42   | 3       | 1    | Mohamad Masoud          | Atletas Refugiados              | 25.38 |                  |
| 43   | 3       | 6    | Adam Moncherry          | Seicheles                       | 25.40 |                  |
| 44   | 3       | 7    | Tristan Dorville        | Santa Lúcia                     | 25.50 |                  |
| 45   | 3       | 0    | Lam Chi Chong           | Macau                           | 25.74 |                  |
| 46   | 3       | 2    | Kokoro Frost            | Samoa                           | 25.86 |                  |
| 47   | 3       | 8    | Filippos Iakovidis      | Chipre                          | 26.00 |                  |
| 48   | 2       | 4    | Irvin Hoost             | Suriname                        | 26.38 |                  |
| 49   | 3       | 9    | Paolo Priska            | Albânia                         | 26.56 |                  |
| 50   | 2       | 5    | Phansovannarun Montross | Camboja                         | 26.93 |                  |
| 51   | 2       | 3    | Fakhriddin Madkamov     | Tajiquistão                     | 27.25 |                  |
| 52   | 1       | 1    | Mohammad Al-Otaibi      | Kuwait                          | 27.41 |                  |
| 53   | 2       | 6    | Katerson Moya           | Estados Federados da Micronésia | 27.66 |                  |
| 54   | 2       | 2    | Travis Sakurai          | Palau                           | 28.02 |                  |
| 55   | 2       | 7    | Souleymane Napare       | Burquina Fasso                  | 28.22 |                  |
| 56   | 1       | 4    | Troy Pina               | Cabo Verde                      | 28.44 |                  |
| 57   | 2       | 9    | Joshua Wyse             | Serra Leoa                      | 28.69 |                  |
| 58   | 2       | 1    | Houmed Houssein         | Djibuti                         | 28.72 |                  |
| 59   | 1       | 0    | Asher Banda             | Malawi                          | 29.51 |                  |
| 60   | 2       | 8    | Slava Sihanouvong       | Laos                            | 29.55 |                  |
| 61   | 1       | 7    | Ethan Alimanya          | Tanzânia                        | 30.07 |                  |
| 62   | 1       | 5    | Charles Avi             | Costa do Marfim                 | 30.19 |                  |
| 63   | 1       | 3    | Bereket Girkebo         | Etiópia                         | 30.26 |                  |
| 64   | 2       | 0    | Pap Jonga               | Gâmbia                          | 30.81 |                  |
| 65   | 1       | 6    | Yusuf Nasser            | Iêmen                           | 31.35 |                  |
| 66   | 1       | 8    | Aristote Ndombe         | República Democrática do Congo  | 31.51 |                  |
| 67   | 1       | 2    | Ibrahim Mohamed         | Comores                         | 34.35 |                  |
| –    | 4       | 1    | Andrés Dupont           | México                          | DNS   | DNS              |
| –    | 7       | 1    | Mikkel Lee              | Singapura                       | DNS   | DNS              |

Desempate
Uma prova extra foi realizada no dia 11 de fevereiro com início às 12:17.
| Pos. | Raia | Nadador        | Nacionalidade | Tempo | Notas |
| ---- | ---- | -------------- | ------------- | ----- | ----- |
| 1    | 5    | Teong Tzen Wei | Singapura     | 23.42 | Q     |
| 2    | 4    | Simon Bucher   | Áustria       | 23.54 |       |
| 3    | 3    | Stergios Bilas | Grécia        | 24.87 |       |

### Semifinais
Esses foram os resultados das semifinais. A prova foi realizada no dia 11 de fevereiro com início às 19:23.
| Pos. | Bateria | Raia | Nadador           | Nacionalidade     | Tempo | Notas            |
| ---- | ------- | ---- | ----------------- | ----------------- | ----- | ---------------- |
| 1    | 1       | 4    | Michael Andrew    | Estados Unidos    | 22.94 | Q                |
| 2    | 1       | 5    | Dylan Carter      | Trinidad e Tobago | 23.15 | Q                |
| 3    | 2       | 7    | Mario Molla       | Espanha           | 23.17 | Q                |
| 4    | 2       | 3    | Diogo Ribeiro     | Portugal          | 23.18 | Q                |
| 4    | 2       | 5    | Isaac Cooper      | Austrália         | 23.18 | Q                |
| 6    | 2       | 6    | Cameron McEvoy    | Austrália         | 23.21 | Q                |
| 7    | 1       | 2    | Shaine Casas      | Estados Unidos    | 23.22 | Q                |
| 8    | 1       | 6    | Baek In-chul      | Coreia do Sul     | 23.24 | Q                |
| 9    | 2       | 4    | Nyls Korstanje    | Países Baixos     | 23.25 |                  |
| 9    | 2       | 8    | Finlay Knox       | Canadá            | 23.25 | Recorde nacional |
| 11   | 2       | 2    | Szebasztián Szabó | Hungria           | 23.32 |                  |
| 12   | 1       | 7    | Nikola Miljenić   | Croácia           | 23.37 |                  |
| 13   | 1       | 1    | Daniel Gracík     | Chéquia           | 23.45 | Recorde nacional |
| 14   | 1       | 3    | Nicholas Lia      | Noruega           | 23.47 |                  |
| 15   | 1       | 8    | Teong Tzen Wei    | Singapura         | 23.49 |                  |
| 16   | 2       | 1    | Chad le Clos      | África do Sul     | 23.68 |                  |

### Final
A final foi realizada em 12 de fevereiro às 19:46.
| Pos.              | Raia | Nadador        | Nacionalidade     | Tempo | Notas |
| ----------------- | ---- | -------------- | ----------------- | ----- | ----- |
| Medalha de ouro   | 6    | Diogo Ribeiro  | Portugal          | 22.97 |       |
| Medalha de prata  | 4    | Michael Andrew | Estados Unidos    | 23.07 |       |
| Medalha de bronze | 7    | Cameron McEvoy | Austrália         | 23.08 |       |
| 4                 | 2    | Isaac Cooper   | Austrália         | 23.12 |       |
| 5                 | 5    | Dylan Carter   | Trinidad e Tobago | 23.17 |       |
| 6                 | 3    | Mario Molla    | Espanha           | 23.29 |       |
| 7                 | 8    | Baek In-chul   | Coreia do Sul     | 23.35 |       |
| 8                 | 1    | Shaine Casas   | Estados Unidos    | 23.47 |       |

Legenda
| Recorde mundial       | Recorde mundial (World record)               |                       | Recorde africano                      | Recorde africano (African) |                                           | Q | Classificado por posição (Qualified) |
| Recorde do campeonato | Recorde do campeonato (Championship record)  | Recorde da América    | Recorde da América (Americas)         | q                          | Classificado por melhor tempo (Qualified) |   |                                      |
| Melhor marca do ano   | Melhor marca do ano (World leading)          | Recorde asiático      | Recorde asiático (Asian)              | DNS                        | Não largou (Did not start)                |   |                                      |
| Recorde nacional      | Recorde nacional (National record)           | Recorde europeu       | Recorde europeu (European)            | DNF                        | Não terminou (Did not finish)             |   |                                      |
| Recorde pessoal       | Recorde pessoal do atleta (Personal best)    | Recorde da Oceania    | Recorde da Oceania (Oceania)          | DSQ / DQ                   | Desclassificado (Disqualified)            |   |                                      |
| Recorde da temporada  | Recorde da temporada do atleta (Season best) | Recorde sul-americano | Recorde sul-americano (South America) | NM                         | Sem marca (No mark)                       |   |                                      |